# Zoropsis thaleri
Espèce
Zoropsis thaleri est une espèce d'araignées aranéomorphes de la famille des Zoropsidae.

## Distribution
Cette espèce se rencontre en Israël, au Liban, en Syrie et en Turquie.

## Description
Le mâle holotype mesure 9,6 mm et les femelles de 10,9 à 13,0 mm.

## Étymologie
Cette espèce est nommée en l'honneur de Konrad Thaler.

## Publication originale
- Levy, 2007 : Calommata (Atypidae) and new spider species (Araneae) from Israel. Zootaxa, no 1551, p. 1-30.